# Wrestling Dontaku (2012)
Wrestling Dontaku 2012 fue la novena edición de Wrestling Dontaku, un evento pago por visión de lucha libre profesional producido por New Japan Pro-Wrestling. Tuvo lugar el 3 de mayo de 2012 desde el Fukuoka Kokusai Center en Fukuoka, Japón.
Esta fue la cuarta edición consecutiva del evento en ser realizada en el Fukuoka Kokusai Center, y la novena en realizarse en la ciudad de Fukuoka, Japón.

## Resultados
- CHAOS (Jado, Tomohiro Ishii & Yoshi-Hashi) derrotaron a Captain New Japan, Strong Man & Tama Tonga (7:12).
  - Ishii cubrió a Tonga después de un «Brainbuster».
- Suzuki-gun (Taichi & Taka Michinoku) derrotaron a KUSHIDA y Ryusuke Taguchi (8:16).
  - Taichi cubrió a KUSHIDA después de un «Taichi-style Gedo Clutch».
- Jushin Thunder Liger y Tiger Mask derrotaron a CHAOS (Gedo & Rocky Romero) (7:50).
  - Liger cubrió a Gedo después de un «Crucifix Hold».
- Low Ki derrotó a Prince Devitt (c) y ganó el Campeonato Peso Pesado Junior de la IWGP (21:01).
  - Ki cubrió a Devitt después de un «Ki Krusher ’99».
- CHAOS (Takashi Iizuka & Toru Yano) derrotaron a Tencozy Police (Hiroyoshi Tenzan & Satoshi Kojima) (c) y ganó el Campeonato en Parejas de la IWGP (16:47).
  - Yano cubrió a Kojima después de un «Oni Koroshi».
- Suzuki-gun (Minoru Suzuki & Yoshihiro Takayama) derrotaron a Togi Makabe & Yuji Nagata (13:43).
  - Suzuki cubrió a Makabe después de un «Gotch-style Piledriver».
- Shinsuke Nakamura derrotó a Karl Anderson (12:15).
  - Nakamura cubrió a Anderson después de un «Boma Ye».
- Hiroshi Tanahashi y Tetsuya Naito derrotaron a Complete Players (Masato Tanaka & Yujiro Takahashi) (13:59).
  - Tanahashi cubrió a Takahashi después de un «High Fly Flow».
- Kazuchika Okada (c) (con Gedo) derrotó a Hirooki Goto y retuvo el Campeonato Peso Pesado de la IWGP (24:55).
  - Okada cubrió a Goto después de un «Rainmaker».